# Sakakibara Shihō
Sakakibara Shihō (japanisch 榊原 紫峰; geb. 8. August 1887 in Kyōto; gest. 7. Januar 1971) war ein japanischer Maler der Nihonga-Richtung während  der Taishō- und Shōwa-Zeit.

## Leben und Werk
Sakakibaras Vater entwarf mit großer Hingabe unter dem Künstlernamen 芦江 (Rokō) Dekorationen im Stil des in Kyōto verbreiteten „Kyōyūzen“ (京友禅). Sein Wunsch war, dass das, was er auf künstlerischer Ebene selbst nicht erreicht hatte, seinen Söhnen gelingen sollte. So ermöglichte er fünf seiner Söhne, die künstlerische Laufbahn einzuschlagen. Am bekanntesten sind heute Shihō, der zweite Sohn, und der jüngere Taizan (苔山), geboren 1892. Shihō machte im Jahr 1904 seinen Abschluss an der „Städtischen Schule für Kunst und Kunstgewerbe“ (京都市立美術工芸学校, Kyōto shiritsu bijutsu kōgei gakkō) in Kyōto im Fach Nihonga. 1909 setzte Sakakibara, zusammen mit Irie Hakō, Ono Chikkyoku, Tsuchida Bakusen, Nonagase Banka und Murakami Kagaku, seine Studien fort an der neugegründeten „Städtischen Hochschule für Malerei“ (京都市立絵画専門学校, Kyōto shiritsu kaiga semmon gakkō), der Vorläufereinrichtung der heutigen (京都市立芸術大学), an der er 1911 seinen Abschluss machte.
Anschließend bildete er sich in der Studienabteilung weiter. Mit der Abschlussarbeit „Blumen-wolkig“ (花曇り, Hana-kumori) gewann er einen 3. Preis auf der 5. Bunten-Ausstellung. So hatte Sakakibara einen guten Start, aber er und seine Freunde kamen mit ihrer Art der Malerei auf der Bunten nicht zum Erfolg. So kam es zur Gründung der „Kokuga sōsaku kyōkai“ (国画創作協会), der Vorläuferin der heutigen Kokugakai (国画会) durch Sakakibara und seine Freunde. Man nutzte die westliche Malerei als Richtung, modifizierte sie aber mit malerischen Grundlagen der Stellschirm-Kunst der Momoyama-Zeit und der Ming-Zeit und Qing-Zeit.
1937 wurde er Professor an der Städtischen Schule für Malerei, kümmerte sich um seine Studenten, trat aber immer weniger auf Ausstellungen auf. Sein Werk ist gekennzeichnet durch detailliert gemalte, dekorative, aber in der Farbgebung zurückhaltende Bilder des Typs „Blumen und Vögel“ (花鳥画, Kachō-ga).
1962 wurde Sakakibara mit dem Kaiserlichen Preis der Akademie der Künste (日本芸術院恩賜賞, Nihon geijutsu-in onshishō) für seine Verdienste um das Genre Nihonga ausgezeichnet.